# Área de conservación Tempisque
El área de conservación Tempisque (ACT) es un área que cubre la Península de Nicoya en Costa Rica y forma parte del Sistema Nacional de Áreas de Conservación.

## Áreas protegidas
- Área Marina de Manejo
- Humedal Lacustrino Rio Cañas
- Humedal Palustrino Corral de Piedra
- Humedal Riberino Zapandi
- Parque nacional Barra Honda
- Parque nacional Diriá
- Parque nacional marino Las Baulas
- Refugio de Vida Silvestre Caletas-Ario (Mixto)
- Refugio de Vida Silvestre Camaronal
- Refugio de Vida Silvestre Cipanci
- Refugio de Vida Silvestre Conchal
- Refugio de Vida Silvestre Curu
- Refugio de Vida Silvestre Iguanita
- Refugio de Vida Silvestre Isla Chora
- Refugio de Vida Silvestre Mata Redonda
- Refugio de vida silvestre Ostional
- Refugio de Vida Silvestre Romelia
- Refugio de Vida Silvestre Werner Sauter
- Reserva Biológica Isla Guayabo
- Reserva Biológica Islas Negritos
- Reserva Natural Absoluta Cabo Blanco
- Reserva Natural Absoluta Nicolas Wessberg
- Zona Protectora Cerro La Cruz
- Zona Protectora Las Baulas de Guanacaste
- Zona Protectora Monte Alto
- Zona Protectora Península de Nicoya